# Airco DH.2
O Airco DH.2 foi um caça biplano britânico com hélice tratora utilizado durante a Primeira Guerra Mundial. Foi o segundo avião desenhado por Geoffrey de Havilland para a Airco, e era baseado no Airco DH.1. O DH.2 foi o primeiro caça monolugar britânico e permitiu aos pilotos do Royal Flying Corps (RFC) enfrentar os Fokker E.III alemães, re-equilibrando a luta pelo espaço aéreo.
O DH.2 foi introduzido no serviço de linha de frente em fevereiro de 1916 e se tornou o primeiro caça monoposto britânico efetivamente armado. Ele permitiu que os pilotos do Royal Flying Corps (RFC) se opusessem ao "Flagelo Fokker" que representou a vantagem dos alemães durante o final de 1915. Serviu em tarefas de combate e escolta por quase dois anos, enquanto vários pilotos se tornaram ases voadores usando o tipo. Ele foi superado pelos caças alemães mais novos, resultando na eventual retirada do DH.2 do serviço de primeira linha na França depois que as unidades RFC concluíram o processo de reequipamento com caças mais novos, como o Nieuport 17 e o Airco DH.5, em junho de 1917 .

## Desenvolvimento
Com a eclosão da Primeira Guerra Mundial, o engenheiro aeronáutico Geoffrey de Havilland já era um experiente projetista de aeronaves, tendo sido responsável pelo Royal Aircraft Factory F.E.1, pelo Royal Aircraft Factory F.E.2 e pelo Blériot Scout BS1, sendo o BS1 a mais rápida aeronave britânica de sua época. Em junho de 1914, de Havilland deixou a Royal Aircraft Factory indo para a Airco, onde continuou a trabalhar em seus próprios projetos, sendo o primeiro o Airco DH.1, que seguia uma fórmula semelhante à do F.E.2.
Os primeiros combates aéreos na Frente Ocidental indicaram a necessidade de um caça monoposto com uma metralhadora de tiro frontal. Neste momento, não havia nenhuma abordagem dominante para armar os caças, mas uma configuração por impulsão era uma resposta. Como nenhum meio de disparar para a frente através da hélice de um avião trator ainda estava disponível para os britânicos, Geoffrey de Havilland projetou o DH.2 como um desenvolvimento em escala reduzida de um único assento do anterior DH.1 de dois lugares. O autor da aviação J.M Bruce especulou que, se o mecanismo sincronizador adequado estivesse disponível, de Havilland poderia ter sido menos propenso a seguir uma configuração de empurrador.
Embora seja popularmente visto como uma resposta ao surgimento dos caças monoplanos Fokker Eindecker da Alemanha, seu desenvolvimento não foi especificamente direcionado para o tipo, tendo começado antes da chegada de Eindecker. O primeiro protótipo DH.2 realizou seu primeiro vôo em julho de 1915. Após a conclusão de seus testes de fabricação, em 26 de julho de 1915, o protótipo foi despachado para a França para avaliação operacional, mas foi perdido na Frente Ocidental e foi capturado pelos alemães.
Apesar da perda prematura do protótipo, o DH.2 foi encomendado para fabricação em quantidade. A aeronave de produção era geralmente semelhante ao protótipo, com as únicas alterações importantes sendo um sistema de combustível e um arranjo de montagem de canhão revisado. As entregas do DH.2 começaram durante a segunda metade de 1915 e um punhado de aeronaves estava operando na França antes do final do ano. Um total de 453 DH.2s foram produzidos pela Airco.